# Mouvement du 5 Avril
Le mouvement du 5 avril (chinois : 四五天安门事件 ; pinyin : Sìwǔ Tiān'ānmén shìjiàn) est un mouvemement populaire qui se déroula en république populaire de Chine à la fin de la révolution culturelle et culmina le 5 avril 1976.

## Historique

### Contexte
Zhou Enlai décède le 8 janvier 1976. Après la cérémonie officielle du 15 janvier, les ennemis politiques de Zhou au sein du Parti communiste chinois interdisent officiellement toute démonstration publique de deuil. Les cinq interdictions les plus connues pour contrer les hommages à Zhou sont les Cinq nons : non au port de brassard noir, non aux couronnes mortuaires, non aux salles de deuil, non aux activités de mémoire et non à l'affichage de photos de Zhou.
Lors de la fête de Qing ming, qui se déroule au début du mois d'avril, les Chinois rendent traditionnellement hommage à leurs ancêtres décédés. À cette occasion, des manifestants honorent la mémoire de Zhou Enlai et remettent en cause l'aile gauche du Parti communiste chinois emmenée par la Bande des Quatre dont fait partie Jiang Qing la femme de Mao Zedong.

### Déroulement des manifestations
Des rassemblements sont organisés dans plusieurs provinces dont le Sichuan et surtout dans les villes de Nankin et de Pékin.
À Nankin près de 600 000 à 700 000 manifestants défilent en mémoire de Zhou Enlai.
À Pékin, les 3, 4 et 5 avril près d'un million de Chinois se rassemblent sur la place Tian'anmen,. Les manifestants honorent l'ancien Premier ministre et protestent contre la politique menée par les dirigeants chinois. Ils déposent des couronnes, des bannières, des poèmes, des affiches et des fleurs au pied du monument aux Héros du Peuple de la place Tian'anmen, en mémoire de Zhou Enlai puisque celui-ci n'a pas reçu de sépulture. Des textes s'attaquent à l'impératrice rouge Jiang Qing (femme de Mao et chef de file de l'aile gauche du parti communiste) et à ses proches de la Bande des Quatre. Dans la nuit du 4 au 5 avril ces hommages à Zhou Enlai sont retirés. Les manifestants sont évacués de la place dans « le sang  », plusieurs centaines de morts sont évoqués. Toutefois l'intervention de la milice a pu être retardée par le maire de Pékin Wu De, soutenu par Hua Guofeng, de façon à limiter les victimes de la répression.
Non seulement l'opinion publique chinoise s'oppose ouvertement à la Bande des Quatre, mais cette contestation est soutenue par une grande partie des membres du Parti communiste chinois. Yao Wenyuan, un des proches de Jiang Qing, mentionne que de nombreux manifestants ont été transportés sur la place avec les camions de leurs unités de travail. Des personnalités du parti communiste sont aperçus dans la manifestation ou ses environs .
Le 6 avril, les accès à la place Tian'anmen sont interdits par la milice et les agents de la sécurité pour rendre impossible le renouvellement des manifestations.

### Conséquences
Le Quotidien du Peuple, organe officiel du pouvoir, indique la position de Mao Zedong, il s'agit d'un « incident politique contre-révolutionnaire ». Deng Xiaoping est mis en accusation par la Bande des Quatre, l'aile gauche du parti communiste, pour avoir organisé les manifestations du 5 avril. Après sa mise en résidence surveillée, Deng est démis de ses fonctions le 7 avril 1976 par le Politburo. Deng se réfugie alors dans le sud du pays sous la protection de militaires amis.
Hua Guofeng est confirmé dans son poste de Premier ministre et il devient le seul vice-Président du Parti communiste chinois, poste qui le désigne comme le successeur de Mao Zedong. Des nouvelles manifestations sont alors organisées par le pouvoir en place pour fêter le nouveau leader Il est remplacé en décembre 1978, par Deng Xiaoping comme principal représentant du pouvoir.
Quelques années plus tard, en 1989, au début du mouvement de la place d'occupation de la place Tiananmen par des étudiants, de nombreux manifestants plus âgés narrent à des journalistes leur expérience de 1976, craignant y voir une répétition de l'histoire.

### Note
1. ↑   Jian Qiang, la femme de Mao Zedong, est notamment comparée à Wu Zetian, une ambitieuse concubine qui entre 690 et 704 profita de la mort de l'empereur Tang Gaozong pour se faire proclamer impératrice et instaurer sa propre dynastie les Zhou.

## À voir

### Documentaire
- Chinois, encore un effort pour être révolutionnaires ! est un film documentaire, réalisé par René Viénet et sorti en 1977, évoquant notamment cette période de la révolution culturelle.